# フローラ・ダフィー
フローラ・ダフィー（英: Flora Duffy、1987年9月30日 - ）はバミューダ諸島のトライアスロン選手。 2020年東京オリンピックトライアスロン女子個人金メダリスト。世界トライアスロンシリーズで年間優勝を4度獲得した。

## 経歴
バミューダ諸島のパジェット教区生まれ。7歳の時に自宅近くの海と山でトライアスロンを始めた。10歳の時には世界チャンピオンとオリンピック金メダルを夢にした。
2008年、20歳で北京オリンピックに出場した。その後も世界レベルの大会に出場したが、30位前後に終わった。そして、国際トライアスロン連合の育成プログラムに応募し、世界のトップレベルの選手との練習を重ねて急成長した。
2016年、世界シリーズで初の年間優勝を獲得した。
2017年、世界シリーズでは、横浜、リーズ、ハンブルグ、エドモントン、ストックホルム、ハンブルグの7大会で1位となり2度目の年間優勝となった。
2018年、第21回コモンウェルスゲームズで優勝。ダフィは10代の頃から領主であるイギリス代表となることを拒んでおり、今回はコモンウェルスゲームズにおけるバミューダ女子初の優勝であった。
2021年、4回目のオリンピックとなる東京オリンピックで、女子個人で金メダルを獲得した。オリンピックの金メダルはバミューダ諸島初の快挙であり、またオリンピック史上最も小さな国の金メダリストとなった。金メダルからわずか25日後に行われた世界シリーズ最終戦において3度目の総合優勝が決定した。
2022年、世界シリーズで4回目の年間優勝を果たした。
その他、エクステラ世界選手権に6度優勝（2014～2017、2019、2021）している。